# Koroniec rdzawoskrzydły
Koroniec rdzawoskrzydły (Goura sclaterii) – gatunek dużego ptaka z rodziny gołębiowatych (Columbidae). Występuje endemicznie na Nowej Gwinei. Bliski zagrożenia wyginięciem.

## Systematyka

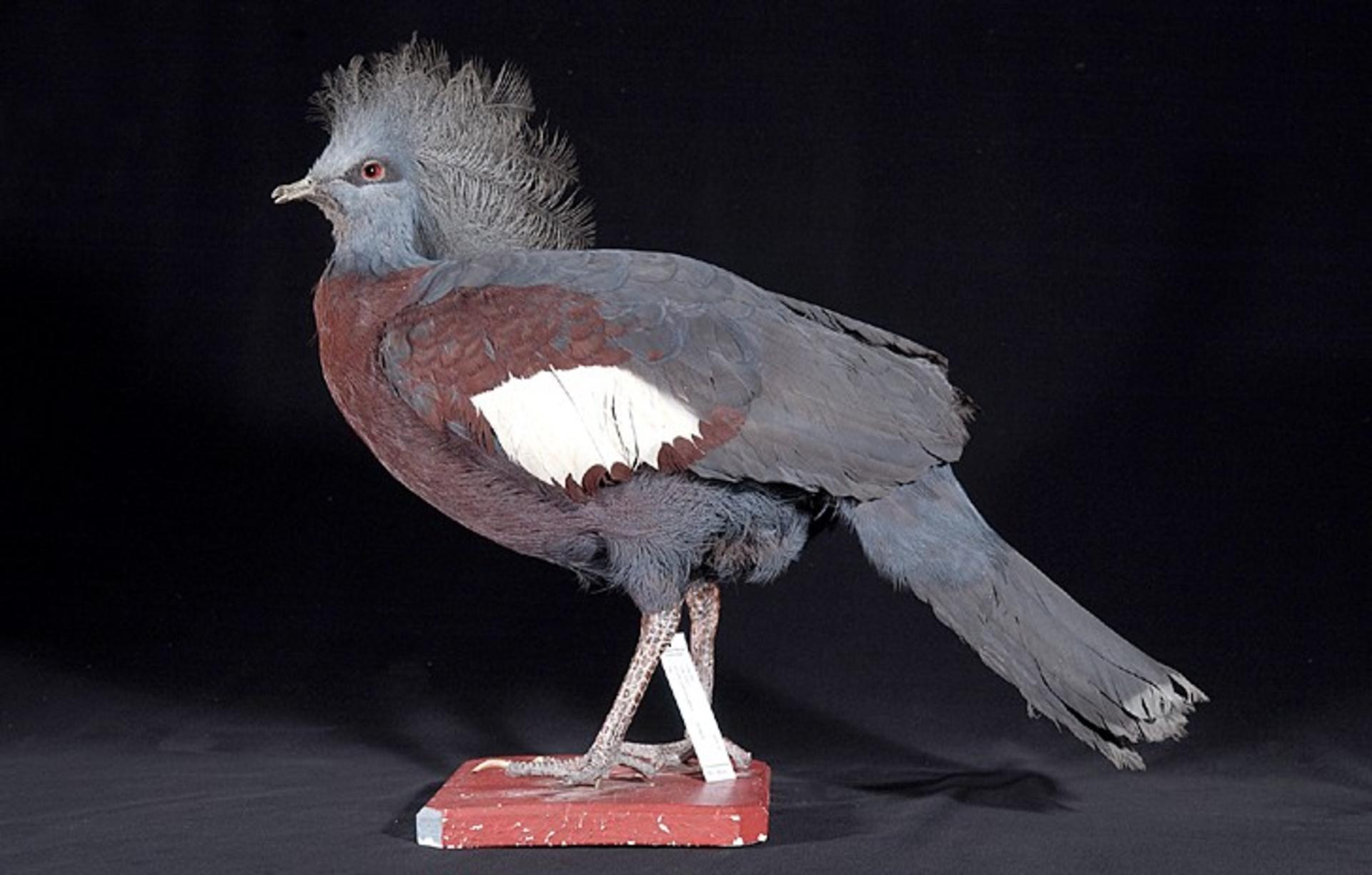
Osobnik z kolekcji muzealnej

Takson ten jako pierwszy opisał naukowo w 1876 roku Tommaso Salvadori, nadając mu nazwę Goura sclaterii, obowiązującą do tej pory. Nie wyróżnia się podgatunków, jest to więc gatunek monotypowy. Często uznawany był za podgatunek korońca błękitnego (Goura scheepmakeri) ze względu na podobieństwo w upierzeniu.

## Morfologia
Długość ciała 66–73 cm, masa ciała 2000–2235 g. Jasnoszary, wachlarzowaty grzebień na głowie, bordowy spód ciała od gardła po ogon.

## Zasięg występowania
Występuje w południowej części Nowej Gwinei – od rzeki Mimika na wschód po rzekę Fly.

## Ekologia
Koroniec rdzawoskrzydły zamieszkuje nienaruszone, suche i zalewowe lasy nizinne do wysokości około 500 m n.p.m.
Żywi się głównie nasionami i opadłymi owocami, choć zaobserwowano też zjadanie przez niego małych krabów. Żeruje na ziemi w małych stadach liczących 2–10 osobników (dawniej nawet do 30 osobników), odpoczywa i nocuje na drzewach.
Ptaki żyjące w niewoli przystępują do lęgów w wieku 15 miesięcy; samica składa jedno jajo. Inkubacja trwa 28–30 dni. Młode są w pełni opierzone po 28–36 dniach od wyklucia.

## Status i zagrożenia
Międzynarodowa Unia Ochrony Przyrody (IUCN) uznaje korońca rdzawoskrzydłego za gatunek bliski zagrożenia (NT – Near Threatened) od 2014 roku, kiedy to po raz pierwszy sklasyfikowała go jako odrębny gatunek. Liczebność populacji wstępnie oszacowano na 10–15 tysięcy dorosłych osobników, prawdopodobnie jest ona jeszcze wyższa. Globalny trend liczebności uznawany jest za spadkowy ze względu na utratę i degradację siedlisk leśnych oraz presję ze strony myśliwych (poluje się na tego ptaka dla mięsa i piór).